# Mastopexie

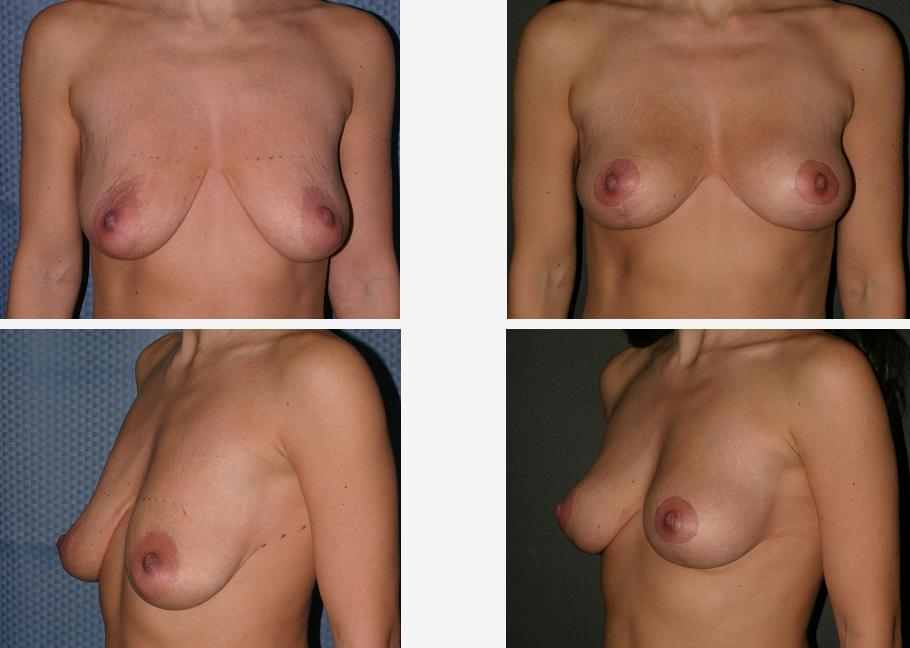
Voorbeeld van een mastopexie: links voorheen, rechts na de ingreep.

Een mastopexie of borstlift is een vorm van mammoplastie (plastische chirurgie aan de borsten) waarbij overtollige huid en ligamenten worden weggenomen, het borstweefsel hoger op de borstspieren wordt vastgemaakt en de tepel naar een hoger punt wordt verplaatst. Mastopexie is een esthetische ingreep om de effecten van ptose (het door ouderdom en zwaartekracht verslappen van de borsten) ongedaan te maken, de borsten opnieuw een compacter uiterlijk te geven en de eigenwaarde van de patiënt te vergroten.
De ingreep kan gecombineerd worden met een borstvergroting, zodat de borsten niet alleen hun oorspronkelijke positie terugkrijgen, maar ze ook worden vergroot met implantaten.
Borstverkleiningen gebeuren grotendeels aan de hand van dezelfde technieken als borstlifts.